# Discografia lui Constantin Eftimiu
Discografia cântărețului Constantin Eftimiu cuprinde discuri de gramofon și de vinil (toate reeditate și pe CD-uri), ce conțin înregistrări realizate între 1957-1965, în România, la casa de discuri Electrecord și la Societatea Română de Radiodifuziune.

## Discuri Electrecord
| An   | Număr de catalog                                          | Format                     | Piese | Acompaniament                                |
| 1959 | EPA 2753                                                  | shellac, 25 cm, 78 RPM     | Din Ploiești până-n Gheboaia Ce mi-e mie drag pe lume | Orchestra Electrecord, dirijor Nicu Stănescu |
| 1959 | EPA 2790                                                  | shellac, 25 cm, 78 RPM     | Nu mi-e frică c-am să mor | Orchestra Electrecord, dirijor Nicu Stănescu |
| 1959 | EPA 2797                                                  | shellac, 25 cm, 78 RPM     | Trei focuri arde pe lume Pentru ochi ca murele | Orchestra Electrecord, dirijor Nicu Stănescu |
| 1963 | EPA 3231                                                  | shellac, 25 cm, 78 RPM     | Murguleț, căluțul meu Bate murgul din picior | orchestra Nicu Stănescu                      |
| 1963 | EPA 3232                                                  | shellac, 25 cm, 78 RPM     | Mori murgule de necaz Luncă, luncă | orchestra Nicu Stănescu                      |
| 1963 | EPA 3266                                                  | shellac, 25 cm, 78 RPM     | Când eram îndrăgostiți (Erau zarzării-nfloriți) | orchestra Nicu Stănescu                      |
| 1963 | 45-EPC 331                                                | vinil, 17 cm, 45 RPM       | 1. Murguleț, căluțul meu 2. Luncă, luncă 3. Bate murgul din picior 4. Mori murgule de necaz | orchestra Nicu Stănescu                      |
| 1964 | EPC 419                                                   | vinil, 17 cm, 33 ⅓ RPM     | 1. Mugur, mugurel 2. Dealu-i deal și valea-i vale 3. Băiețaș de la Târnave 4. Pelin beau, pelin mănânc | orchestra Nicu Stănescu                      |
| 1964 | EPA 3333                                                  | shellac, 25 cm, 78 RPM     | Nici nu ninge, nici nu plouă Tinerețe, tinerețe | orchestra Nicu Stănescu                      |
| 1965 | EPA 3357                                                  | shellac, 25 cm, 78 RPM     | De ești supărată Șapte văi și-o vale adâncă | orchestra Nicu Stănescu                      |
| 1965 | EPC 628                                                   | vinil, 17 cm, 33 ⅓ RPM     | 1. Trei focuri arde pe lume 2. Pentru ochi ca murele 3. Nu mi-e frică c-am să mor 4. Ce mi-e mie drag pe lume | orchestra Nicu Stănescu                      |
| 1965 | EPD 1080                                                  | vinil, LP, 25 cm, 33 ⅓ RPM | 1. Măi Gheorghiță, un'te duci? 2. Niculai, Niculăiță 3. Ce-ai în brațe Marioară 4. Unde-a pus mândra casa 5. Coboară neică, coboară 6. La Ciolpan cu funza lată 7. Nici nu ninge, nici nu plouă 8. Tinerețe, tinerețe | orchestra Nicu Stănescu                      |
| 1965 | EPD 1093                                                  | vinil, LP, 25 cm, 33 ⅓ RPM | 1. Șapte văi și-o vale adâncă 2. De ești supărată | orchestra Nicu Stănescu                      |
| 1999 | EDC 328 Trei focuri arde pe lume                          | compact disc               | 1. De ești supărată 2. Măi Gheorghiță un'te duci 3. La Ciolpani, cu frunza lată 4. Tinerețe, tinerețe 5. Șapte văi și-o vale-adâncă 6. Ce-ai în brațe Marioară 7. Niculai, Niculăiță 8. Mori, murgule, de necaz 9. Trei focuri arde pe lume 10. Dealu-i deal și valea-i vale 11. Coboară, puică coboară 12. Nici nu ninge, nici nu ploua 13. Luncă, luncă 14. Nu mi-e frică, c-am să mor 15. Pentru ochi ca murele 16. Băiețaș de la Târnava 17. Ce mi-e mie drag pe lume 18. Murguleț 19. Mugur, mugurel 20. Bate murgul din picior 21. Unde-a pus mândra casa 22. Pelin beau, pelin mănânc                                                                          | orchestra Nicu Stănescu                      |
| 2010 | EDC 979 De ești supărată... Comori ale muzicii lăutărești | compact disc               | 1. Din Ploiești până-n Gheboaia 2. De ești supărată 3. Șapte văi și-o vale-adâncă 4. La Ciolpani, cu frunza lată 5. Niculai, Niculăiță 6. Dealu-i deal și valea-i vale 7. Tinerețe, tinerețe 8. Coboară, puică coboară 9. Ce-ai în brațe Marioară 10. Măi Gheorghiță un'te duci 11. Mori, murgule, de necaz 12. Trei focuri arde pe lume 13. Pentru ochi ca murele 14. Mugur, mugurel 15. Băiețaș de la Târnava 16. Ce mi-e mie drag pe lume 17. Murguleț, căluțul meu 18. Unde-a pus mândra casa 19. Când eram îndrăgostiți 20. Nici nu ninge, nici nu ploua 21. Bate murgul din picior 22. Pelin beau, pelin mănânc 23. Luncă, luncă 24. Nu mi-e frică, c-am să mor | orchestra Nicu Stănescu                      |

## ÎnregistrăriRadio România
| Anul înreg. | Format          | Piese                                        | Acompaniament                                              |
| 1957        | bandă magnetică | Auleanul (solo vioară)                       | Orchestra Sfatului Popular din Giurgiu, dirijor Radu Dincă |
| 1957        | bandă magnetică | Băiețaș de la Târnava                        | Orchestra Sfatului Popular din Giurgiu, dirijor Radu Dincă |
| 1957        | bandă magnetică | Băluța (solo vioară)                         | Orchestra Sfatului Popular din Giurgiu, dirijor Radu Dincă |
| 1957        | bandă magnetică | Brâulețul (solo vioară)                      | Orchestra Sfatului Popular din Giurgiu, dirijor Radu Dincă |
| 1957        | bandă magnetică | Cârligul (solo vioară)                       | Orchestra Sfatului Popular din Giurgiu, dirijor Radu Dincă |
| 1957        | bandă magnetică | Gheorghinașul și Hora iute (solo vioară)     | Orchestra Sfatului Popular din Giurgiu, dirijor Radu Dincă |
| 1957        | bandă magnetică | Lelea cu coadele lungi                       | Orchestra Sfatului Popular din Giurgiu, dirijor Radu Dincă |
| 1957        | bandă magnetică | Zlata (solo vioară)                          | Orchestra Sfatului Popular din Giurgiu, dirijor Radu Dincă |
| indisp.     | bandă magnetică | Iartă-i Doamne păcatu (Cine-a lăsat oftatul) | O.M.P.R.                                                   |
| indisp.     | bandă magnetică | Spune Ticuleană, spune                       | O.M.P.R.                                                   |
| indisp.     | bandă magnetică | Tinerețe, tinerețe                           | O.M.P.R.                                                   |